# Departamento de Puente Alto
El Departamento de Puente Alto era uno de los departamentos en que estaba dividida la antigua Provincia de Santiago antes de la regionalización de 1975. 

## Historia
Este departamento fue creado mediante la Ley 12.997 promulgada el 9 de septiembre de 1958, a partir del Departamento de Santiago y comprendía las comunas-subdelegaciones de la zona sureste de Santiago, es decir Puente Alto, San José de Maipo y Pirque. Su primer gobernador fue Marcial Fuentes, quien asumió el cargo el 2 de enero de 1959.
En 1979 se suprimen definitivamente los departamentos y estas comunas pasan a formar parte de la nueva Provincia de Cordillera, formada por los antiguos departamentos de Puente Alto.
En la actualidad su territorio incluiría las siguientes comunas:
- Puente Alto
- San José de Maipo
- Pirque

## Límites
El Departamento de Puente Alto limitaba:
- al norte con el Departamento de Santiago
- al oeste con el Departamento de San Bernardo.
- al sur con el Departamento de Maipo.
- Al este con la Cordillera de Los Andes

## Administración
La administración estaba en Puente Alto, en donde se encontraba la Gobernación Departamental de Puente Alto. 

## Comunas y subdelegaciones
- Puente Alto
- San José de Maipo
- Pirque